# Moïse Ekumbo Longulu
 (novembre 2024).
 (décembre 2024).
La mise en forme du texte ne suit pas les recommandations de Wikipédia : il faut le « wikifier ».
Les points d'amélioration suivants sont les cas les plus fréquents :
- Les titres sont pré-formatés par le logiciel. Ils ne sont ni en capitales, ni en gras.
- Le texte ne doit pas être écrit en capitales (les noms de famille non plus), ni en gras, ni en italique, ni en « petit »…
- Le gras n'est utilisé que pour surligner le titre de l'article dans l'introduction, une seule fois.
- L'italique est rarement utilisé : mots en langue étrangère, titres d'œuvres, noms de bateaux, etc.
- Les citations ne sont pas en italique mais en corps de texte normal. Elles sont entourées par des guillemets français : « et ».
- Les listes à puces sont à éviter, des paragraphes rédigés étant largement préférés. Les tableaux sont à réserver à la présentation de données structurées (résultats, etc.).
- Les appels de note de bas de page (petits chiffres en exposant, introduits par l'outil «  Source ») sont à placer entre la fin de phrase et le point final[comme ça].
- Les liens internes (vers d'autres articles de Wikipédia) sont à choisir avec parcimonie. Créez des liens vers des articles approfondissant le sujet. Les termes génériques sans rapport avec le sujet sont à éviter, ainsi que les répétitions de liens vers un même terme.
- Les liens externes sont à placer uniquement dans une section « Liens externes », à la fin de l'article. Ces liens sont à choisir avec parcimonie suivant les règles définies. Si un lien sert de source à l'article, son insertion dans le texte est à faire par les notes de bas de page.
- La présentation des références doit suivre les conventions bibliographiques. Il est recommandé d'utiliser les modèles {{Ouvrage}}, {{Chapitre}}, {{Article}}, {{Lien web}} et/ou {{Bibliographie}}. Le mode d'édition visuel peut mettre en forme automatiquement les références.
- Insérer une infobox (cadre d'informations à droite) n'est pas obligatoire pour parachever la mise en page.

Pour une aide détaillée, merci de consulter Aide:Wikification.
Si vous pensez que ces points ont été résolus, vous pouvez retirer ce bandeau et améliorer la mise en forme d'un autre article.

Moise Ekumbo Longulu, né le 30 Janvier 1994 à Kinshasa en République Démocratique du Congo, est un homme politique congolais.
Il est sénateur élu dans la circonscription électorale de la Tshuapa.

## Biographie
Moise Ekumbo Longulu est né le 30 Janvier 1994 à Kinshasa d’une famille de 4 enfants, deux garçons et deux filles, de son père Justin Longulu Moïse décédé le 18 Octobre 2024 et de sa mère Beatrice Imboko vivante. Il est marié et père de deux garçons. Il est licencié en Administration Rurale et bonne Gouvernance.

## Parcours
Sous le règne du Gouverneur Louis Alphonse Koyagialo et du Vice-gouverneur Sébastien Ipeto, il a occupé le poste d’intendant général jusqu’à devenir conseiller politique du gouverneur intérimaire après le décès du gouverneur. Au cours de ses fonctions, il a assisté le gouverneur intérimaire à la gestion quotidienne de la province jusqu'à être nommé en 2017 Coordonnateur du Bureau de Représentation de la Province de la Tshuapa à Kinshasa.
Au cours de l'année 2016 au mois de septembre, il a été élevé au rang de coordonnateur provincial de la ligue des jeunes du Parti du Peuple pour la Reconstruction et la démocratie ( PPRD) du grand équateur. Poste qu'il a assumé pendant quelques années en mobilisant les jeunes aux idéaux de son parti. 

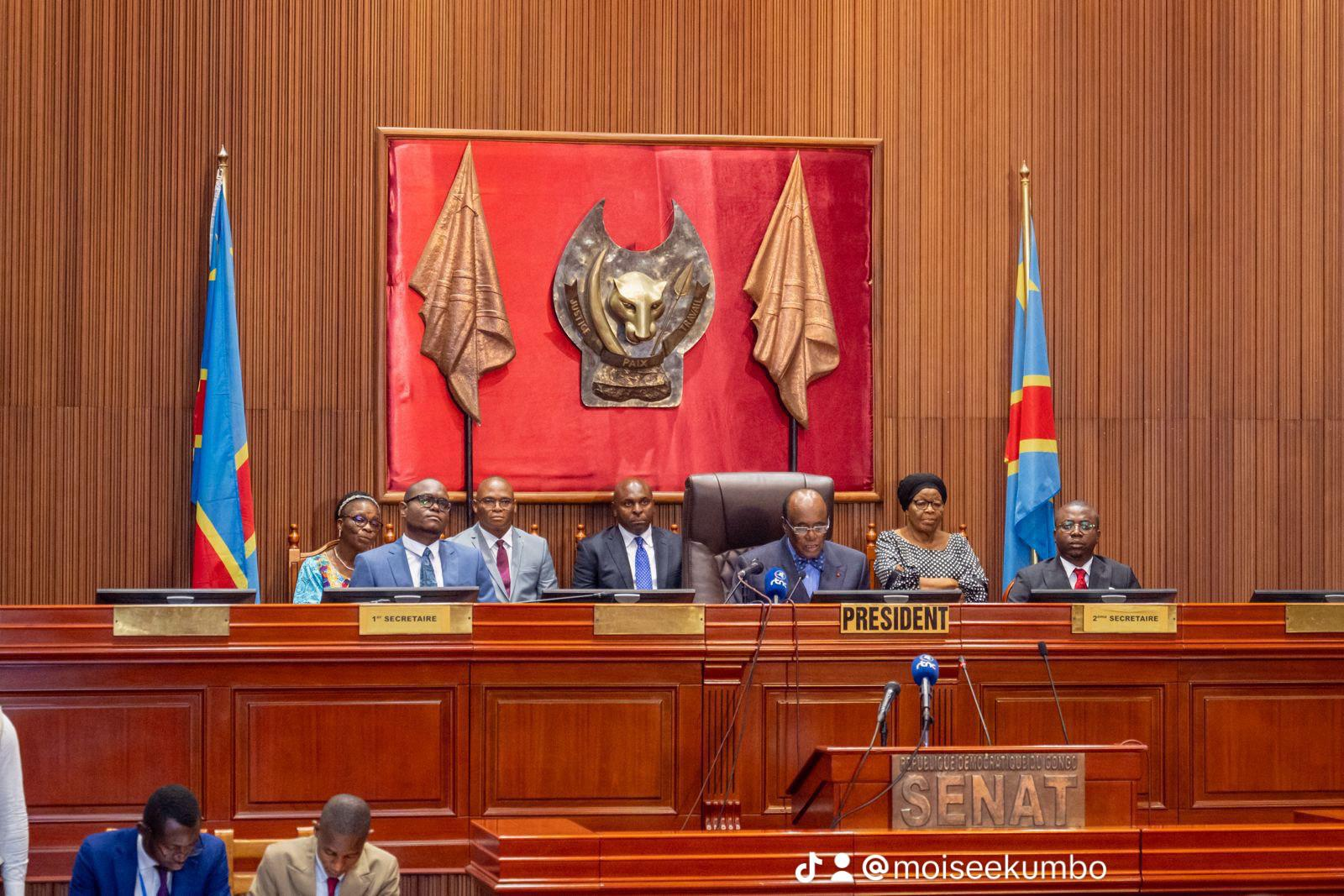
Le bureau provisoire du Sénat avec le sénateur Moïse Ekumbo

Après la dissolution de la coalition FCC-CACH, Moïse Ekumbo a adhéré à la vision du président de la République Félix-Antoine Tshisekedi Tshilombo et l'union sacrée de la nation avec le parti politique Agissons 7 (A7) dont il est secrétaire général depuis 2023 à ce jour. Agissons 7 est un parti politique ayant trois députés Provinciaux dont, un Vice Président de l’Assemblée Provinciale et un Rapporteur de l’Assemblée Provinciale. 
Aux élections sénatoriales d'avril 2024, il a été élu sénateur avec 4 voix et ensuite désigné comme deuxième secrétaire du bureau provisoire du Sénat,. Au cours de ses fonctions de questeur du bureau provisoire du Sénat, il a assisté à la validation des pouvoirs des sénateurs élus, à l'élaboration du règlement intérieur de cette chambre haute du parlement congolais et l’installation du bureau définitif. Lors de l'élection du bureau définitif, il a déposé sa candidature au poste de questeur et obtenu 43 voix contre 48 au deuxième tour des élections du bureau définitif du Sénat.

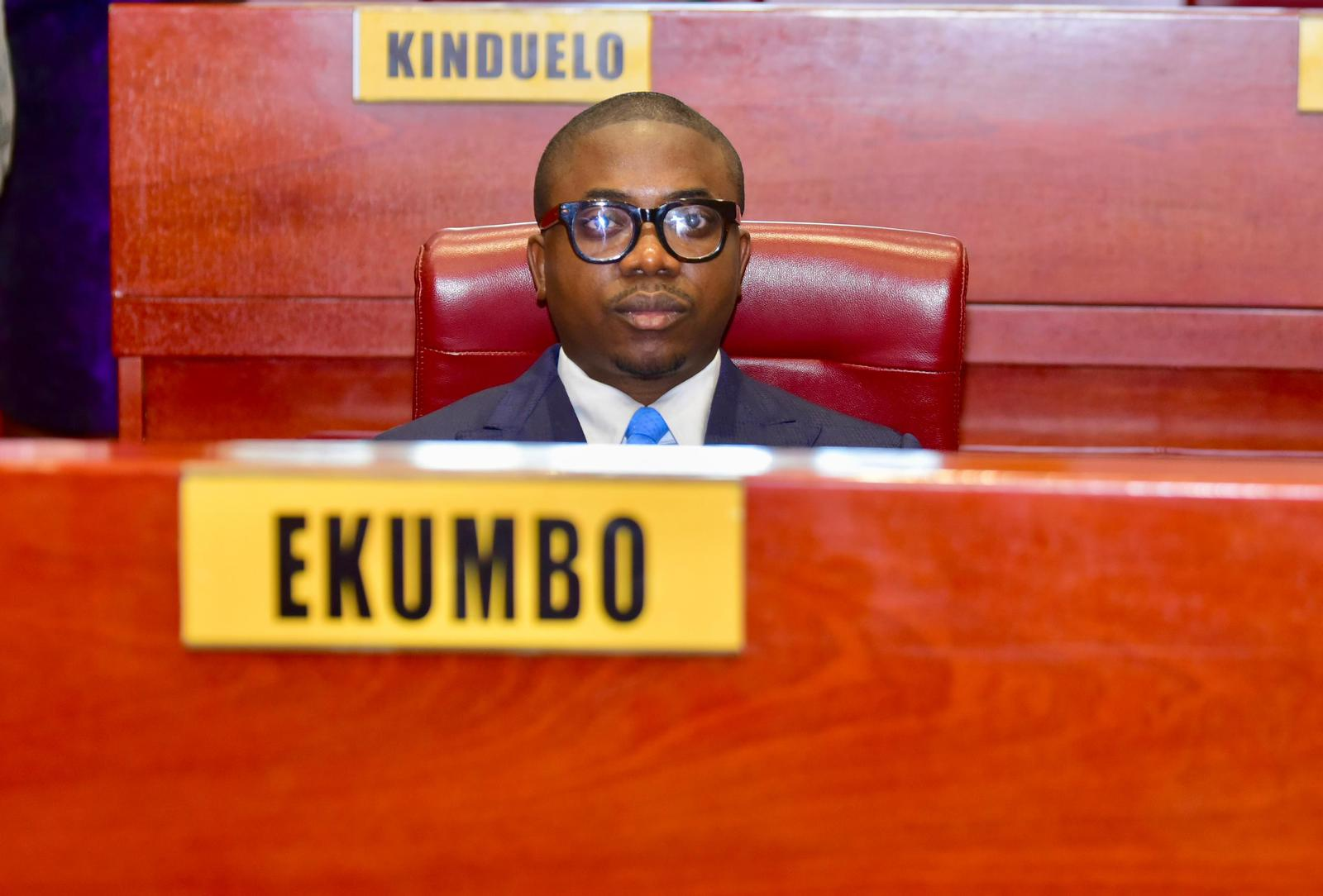
Le sénateur Moïse Ekumbo dans une plénière au Sénat